# 금화

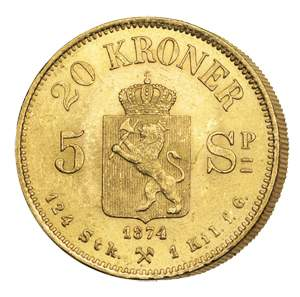
노르웨이에서 제조된 20크로네 금화. 현대의 금화의 한 예이다.

금화(金貨, Gold coin)는 금을 주된 성분으로 하는 주화다. 금은 고유한 가치 때문에 사실상 동전이 발명될 때부터 동전의 재료로 썼다. 대부분의 금화는 수집가들에게 팔리거나 또는 지금형 주화로 사용된다.
오늘날에도 금화는 법정 통화로 쓰이지만 금의 가치가 일반적으로 액면 가격보다 높기 때문에 금융 거래에서 매일 쓰이지는 않는다.
여러 나라의 중앙은행에서는 외환보유의 한 부분으로 금을 비축하기 위해 골드 바와 같이 금화를 보유한다. 대부분의 나라들이 금본위제를 채택했을 때에는 이론적으로 특정한 지폐를 특정한 양의 금과 바꿀 수 있었기 때문에 금이 지폐를 회수하기 위해 쓰였다.
금은 소모적이고 가격 차이가 적으며 은같은 다른 상품들보다도 무게에 비해 가치가 높기 때문에 화폐로 쓰여왔다. 금을 용광로에 녹여서 주괴(鑄塊)로 만든 뒤 동전으로 만들어도 금의 가치는 없어지지 않는다. 또한 금의 밀도는 다른 금속들보다도 높기 때문에 위조하기 어려우며, 금은 화학반응을 거의 일으키지 않기 때문에 시간이 지나도 색이 변하거나 부식되지 않는다.

## 역사

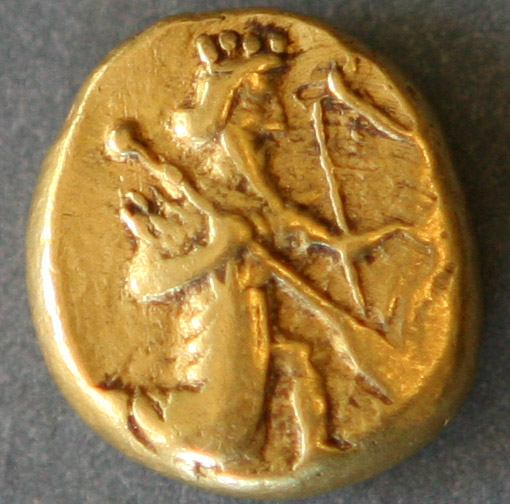
기원전 490년경 아케메네스 제국의 금화(다릭)

청동기 시대 때부터 고대 근동의 사람들은 금을 경제 활동에 썼지만 기원전 6세기에 이르러서 아나톨리아에서 동전을 만들기 시작했다. 리디아의 왕 크로이소스가 처음 만든 것으로 알려져 있으나 파로스 연대기에는 아르고스의 왕 페이돈이 처음 만들었다고 나온다. 기원전 546년에 아케메네스 제국이 크로이소스를 포로로 사로잡았고, 아케메네스 제국도 동전을 만들 때 금을 쓰기 시작했다. 고대 그리스에서도 많은 도시국가에서 금화를 만들었으며, 기원전 6세기에서 기원전 5세기경에 초나라도 금화를 만들었다.
1252년부터 신성 로마 제국은 플로린 금화를 만들어 쓰기 시작했다. 1873년에 독일 제국은 신성 로마 제국의 각 지방에서 만든 다양한 플로린 금화를 대체하기 위해 금 독일 마르크를 만들었다. 그 뒤로도 금화는 계속 화폐의 주된 형태로 쓰였지만 20세기 초반에 들어서 사용량이 줄어들었다. 1933년까지 많은 나라들이 대공황 때문에 금본위제를 포기하며 금화 생산을 멈췄다.

## 수집용 금화
금화의 가치는 희소성과 오래된 정도, 상태, 발행량 등에 따라 달라진다. 고대 로마의 아우레우스와 솔리두스 등이 동전 수집가들 사이에서 인기가 있는 금화이다. 2002년 7월에는 1933년에 만든 20달러 금화가 소더비즈 경매에서 7,590,020달러에 팔려 세계에서 가장 비싼 금화로 기록이 됐다. 대한민국에서는 2014년 경매에서 대한제국때 만든 최초의 근대 금화인 20원 금화가 1억5천만원에 낙찰이 됐다.

## 같이 보기
- 은화
- 두카트
- 플로린